# Eupithecia melanotica
Eupithecia melanotica là một loài bướm đêm trong họ Geometridae.